# 폴란드 U-19 축구 국가대표팀
폴란드 U-19 축구 국가대표팀(폴란드어: Reprezentacja Polski U-19 w piłce nożnej)은 폴란드를 대표하는 19세 이하의 축구 국가대표팀으로, 폴란드의 축구 관리 기관인 폴란드 축구 협회의 관리를 받는다. UEFA U-19 축구 선수권 대회에 3번 참가했다.

## 역대 감독
| 감독                | 임기        |
| ------------------- | ----------- |
| 브와디스와프 주무다 | 2010 ~ 2011 |